# Clinanthus imasumacc
Clinanthus imasumacc là một loài thực vật có hoa trong họ Amaryllidaceae. Loài này được (Vargas) Meerow mô tả khoa học đầu tiên năm 2000.